# Римський скульптурний портрет
Римський скульптурний портрет — один із найзначніших періодів у розвитку світового портрета, що охоплює приблизно п'ять століть (I ст. до н. е. — IV ст. н. е.), надзвичайно багатий реалізмом і прагненням передати характер зображеного; у давньоримському образотворчому мистецтві за своєю якістю займає одне з перших місць серед інших жанрів.
Відрізняється значною кількістю пам'яток, що дійшли до нас, які крім художньої мають значну історичну цінність, бо доповнюють письмові джерела, демонструючи нам особи учасників важливих історичних подій. На думку дослідників, цей період заклав основи подальшого розвитку європейського реалістичного портрета. Переважна кількість зображень виконані в мармурі, зустрічаються і бронзові зображення, що дійшли в меншій кількості. Хоча багато римських портретів ідентифіковані з конкретними особистостями або прямо мають напис, що вказує на те, хто послужив їм моделлю, жодного імені римського портретиста не збереглося.

## Історія

#### Етруський портрет

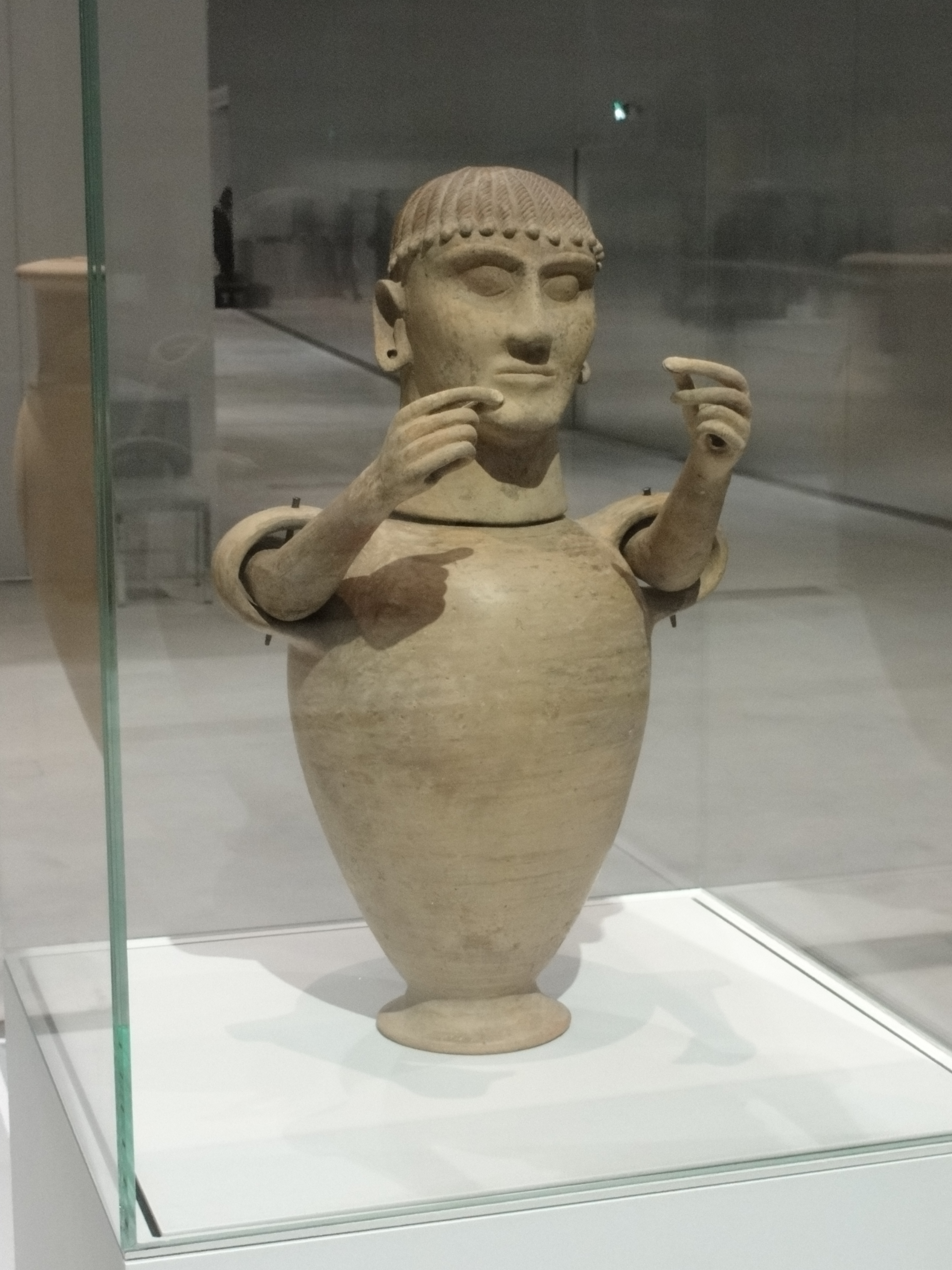
Етруська канопа, Лувр

Важливий внесок у розвиток римського портрета зробило мистецтво їх найближчих сусідів і попередників. Хоча точних відомостей про релігію етрусків не збереглося, але зразки предметів їх похоронного культу свідчать про інтерес до передачі портретної схожості. Швидше за все, як і єгиптяни, вони дотримувалися ідеї збереження зовнішнього вигляду померлого, можливо, як запоруки його потойбічного безсмертя.

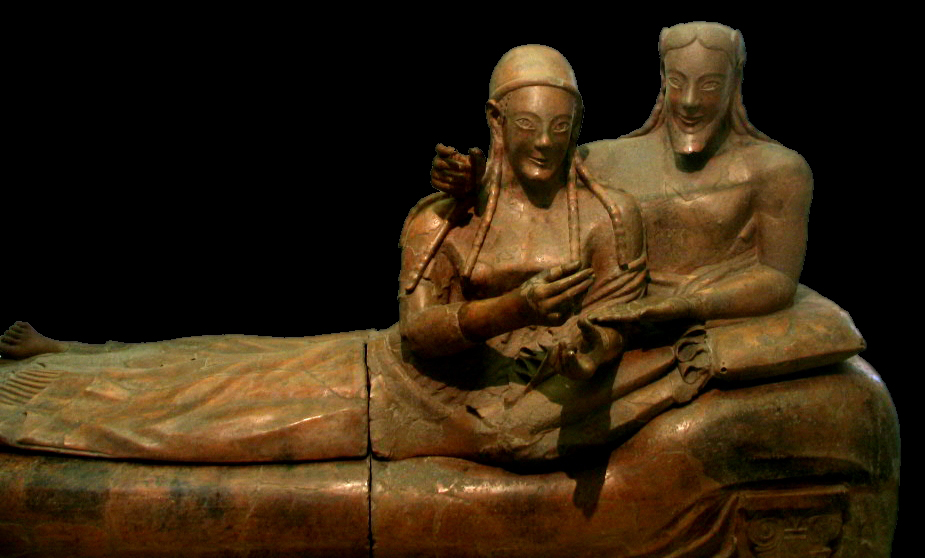
Етруський «Саркофаг подружжя» з Бандітачча. Поліхромна терракота, VI ст. до н. е., музей Вілли Джуліа, Рим

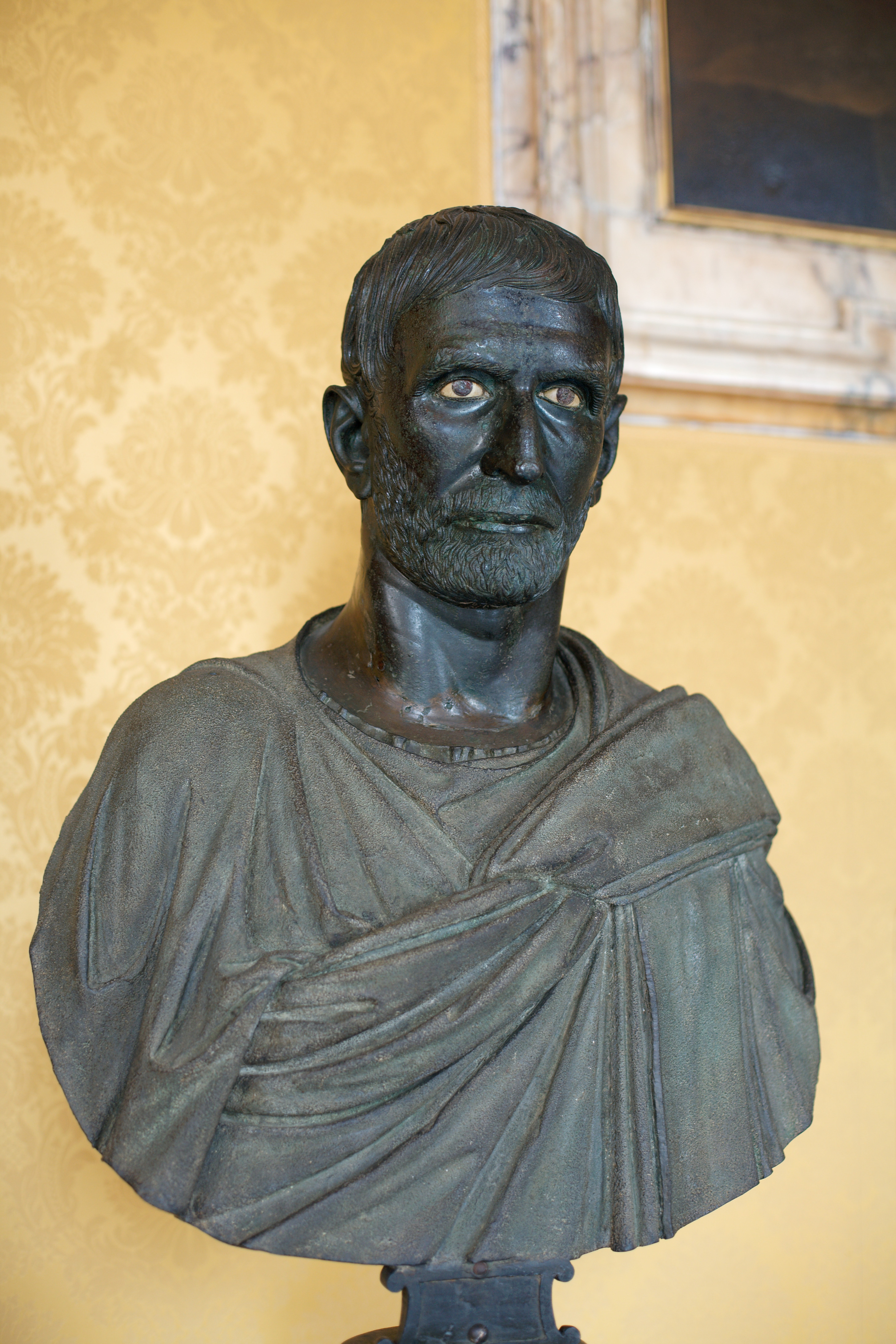
«Капітолійський Брут», 1-ша пол. III ст. до н. е. Капітолійські музеї

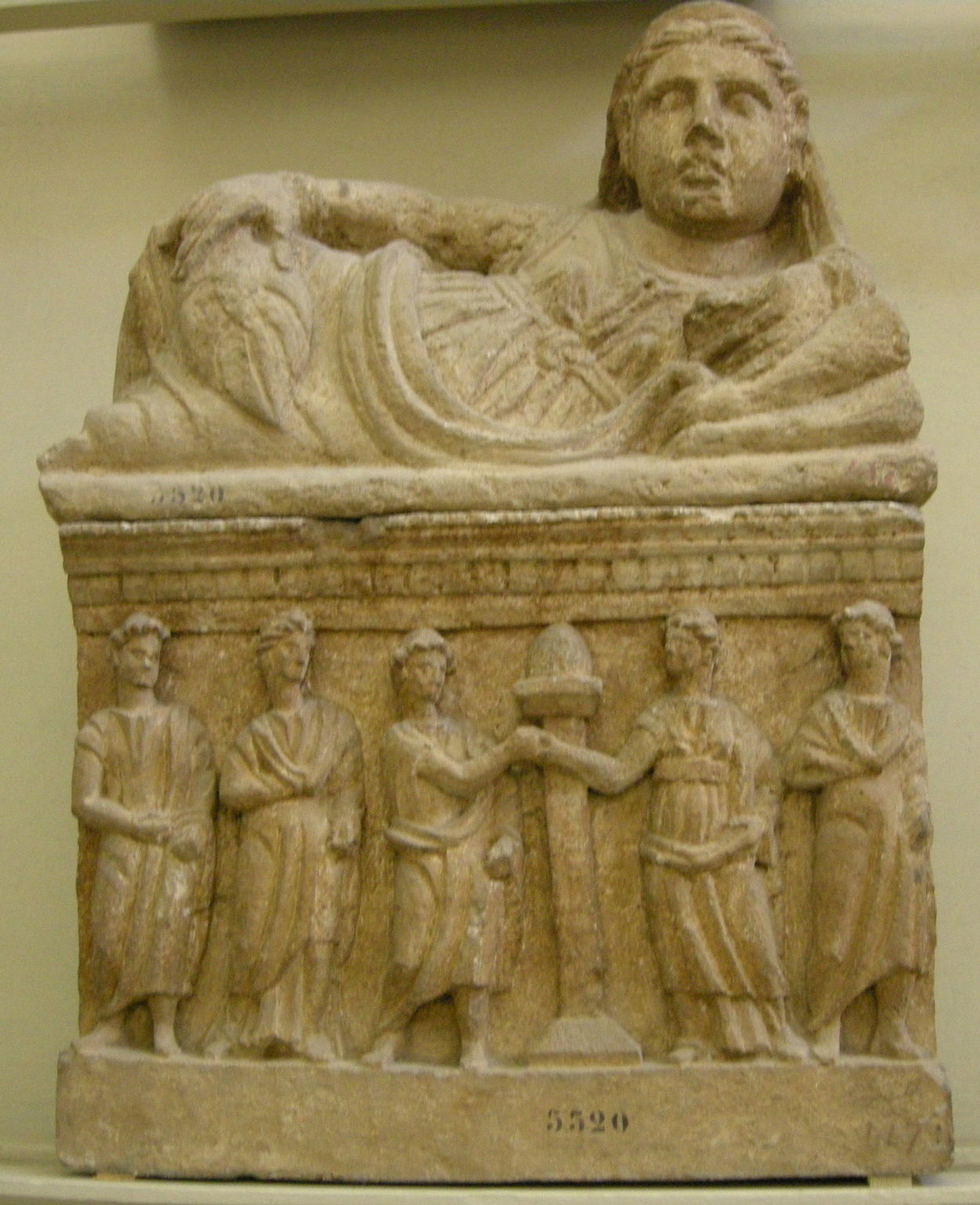
Саркофаг з Вольтерри, II ст. до н. е., Археологічний музей, Флоренція

Найзнаменитішими подібними творами є теракотові етруські саркофаги; але їм передували бронзові і глиняні урни, а з VII ст. до н. е. канопи, чиї навершя виконувалися у формі людської голови (наприклад, канопи з Кьюзі, Четона, Солайі), а ручки виконувалися у формі людських рук. Вже в VIII—VII століттях до н. е. кришки урн прикрашалися масками, які схематично і примітивно передавали людське обличчя. Волосся передавалося прямими лініями, прокресленими в глині, риси обличчя великі і грубуваті, великий ніс і щільно стиснутий рот з вузькими губами.
Саркофаги, що з'являються з VI століття до н. е., як правило, зображували покійного ще живим, він напівлежав на ложі в позі бенкетуючого, спершись на подушку і поглядав на глядача; на обличчі активна міміка, часто посмішка. Може зображати як одного покійного, так і парні подружні портрети (наприклад, Саркофаг Ларт Сейанті з Кьюзі; Саркофаг подружжя з некрополя Бандітачча (Черветрі), музей Вілли Джулія). Безсумнівно, на цю скульптуру мало великий вплив грецьке архаїчне мистецтво, але пози і жести етрусків вільніші і менш канонічні.
На відміну від поховальних пам'яток, зразків монументальної етруської скульптури до нас дійшло набагато менше. В їх число входять бронзова голова хлопчика (к. IV — п. III ст. до н. е., Флоренція, Археологічний музей). Іншим, більш відомим твором, є бронзова «Голова Брута» (1-а пол. III ст. до н. е., Капітолійські музеї, Палац Консерваторів, Зал тріумфів, Рим) з інкрустованими очима, який вважається роботою етруського майстра. У подібних роботах безсумнівний зв'язок із грецькими портретами ранньоелліністичного часу. Варто також згадати бронзову голову з Бовіанум Ветус в Самніуме (III ст. до н. е., Національна бібліотека, Париж), бронзову голову юнака з Ф'єзоле (II ст. До н. Е., Лувр).
Також з кінця IV століття до н. е. поширюються вотивні голови, зроблені з глини, які є більш масовими творами, без тонкого опрацювання (голова юнака з Лаціума, к. III століття до н. е., Мюнхен).
Твори IV—II століть до н. е. показують зростання елементів конкретизації та індивідуалізації зовнішнього вигляду людей. Використовується усталена іконографія зображень саркофагів, але особи наповнюються новою глибиною (саркофаг початку I століття до н. е. з Вольтерри). Цей же період характеризується втратою етрусками самостійності та підкорення їх Римом.
Так звана «Статуя Авла Метелла» (Arringatore, Оратор; біля 100 р. до н. е.. Археологічний музей, Флоренція) завершує ряд етруських портретів і відкриває ряд римських, одночасно належачи обом культурам. Вона зображує політичного діяча (магістрату), одягненого в тогу і стоїть у класичній позі оратора; напис на облямівці шати вказує, що статуя споруджена в честь Авла Метелла. «Прозаїчна точність відтворення натури — характерна особливість ранньоримського портрета — виявляється тут вперше з такою відвертістю і ясністю» — вказує Н. А. Сидорова.

#### Портрети епохи Республіки

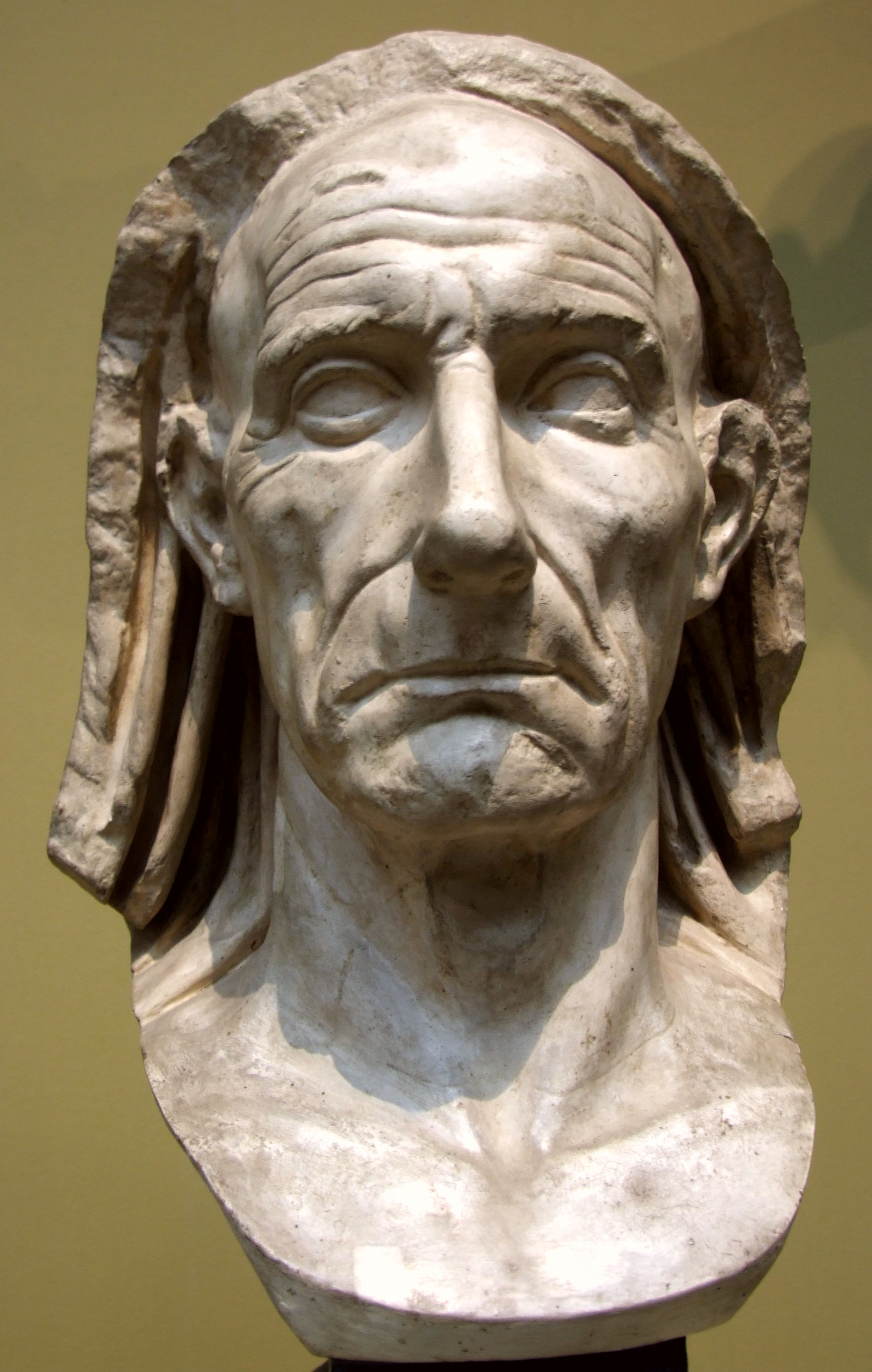
Голова старого у покривалі в музеї К'ярамонті в Ватикані (староримський напрям)

Римський скульптурний портрет як самостійне і своєрідне мистецьке явище чітко простежується з початку I століття до н. е. — Періоду Римської Республіки До цього часу Стародавній Рим остаточно зміцнився як могутня держава. Незважаючи на те, що хронологічно цей період починається з VI ст. до н. е., при розгляді портретного мистецтва можливо оперувати тільки пам'ятниками починаючи з I ст. до н. е., тому що ранніх творів не збереглося, та й пізніші вкрай нечисленні в порівнянні з роботами періоду Імперії.
Характерна риса портретів цього періоду — крайній натуралізм і правдоподібність у передачі рис обличчя, що відрізняє конкретну особистість від будь-якої іншої людини. Ці тенденції сягають етруського мистецтва. Важливою причиною того, що ці аспекти пізніше посилилися, став переломний період римської історії, коли окремі персони стали відігравати значну роль, а Республіка змінилася диктатурою. Веризм — термін, який вживають щодо реалізму, що переходить у натуралізм, властивого римським портретам кінця Республіки (1-а пол. і сер. I ст. до н. е.). Це максимальний сплеск натуралізму в римському портреті; численні правдиві портрети людей похилого віку, часто потворних (на їх основі склалася теорія про походження портрета від воскових масок померлих предків).
Характерні психологічні риси портрета періоду Республіки: «зовнішня схожість статуї з оригіналом і особлива внутрішня налаштованість, яка зближує всі образи, робила їх схожими один на одного, а також замкнутість, самостійність і заглибленість у світ особистих почуттів і переживань».
Проте, стиль портрета I століття до н. е. ще не став однорідним, відбувалися пошуки. Деякі дослідники виділили значну кількість різних груп і напрямків (до 20); але більш традиційним є поділ на дві основні лінії:
Приклад еллінізуючого напрямку: голова старого, т. Н. «Портрет Катона Старшого» (Patrizio Torlonia, голова № 535), ок. 80 р. До н. е. е. Рим, музей Торлонія
1. Староримське (верістічесне) — продовження традицій етруської і раннєіталійскої пластики, з максимальною точністю візуальних рис (приклади: похоронна скульптура — надгробні статуї і рельєфи з бюстами покійних в нішах; іконографія тогатуса. Сухий, лінійно-графічний стиль.

1. Еллінізуюче — в період пізньої Республіки (з 1-й пол. I ст. до н. е.). Портрет починає відчувати вплив грецького елліністичного мистецтва. Від цього в ньому з'являється інтерес до внутрішнього світу людини. Живописно-патетичний стиль, що цікавить більш культурні шари. Більш складна техніка — майстерність обробки мармуру, блискуче живописне ліплення форм.

Потім, в 60-х роках до н. е. обидві лінії зливаються, причому стара риса — максимальна точність, зберігається. Ця об'єктивність у передачі точності — характерна риса римського портрета, яка зберігатиметься в ньому до кінця. Портрет починає відчувати вплив грецького елліністичного мистецтва, і від цього в ньому з'являється інтерес до внутрішнього світу людини, в той час як стара риса — максимальна точність, зберігається. Ця об'єктивність у передачі точності — характерна риса римського портрета, яка зберігатиметься в ньому до кінця.

### Портрет епохи Імперії

#### Портрети епохи Августа

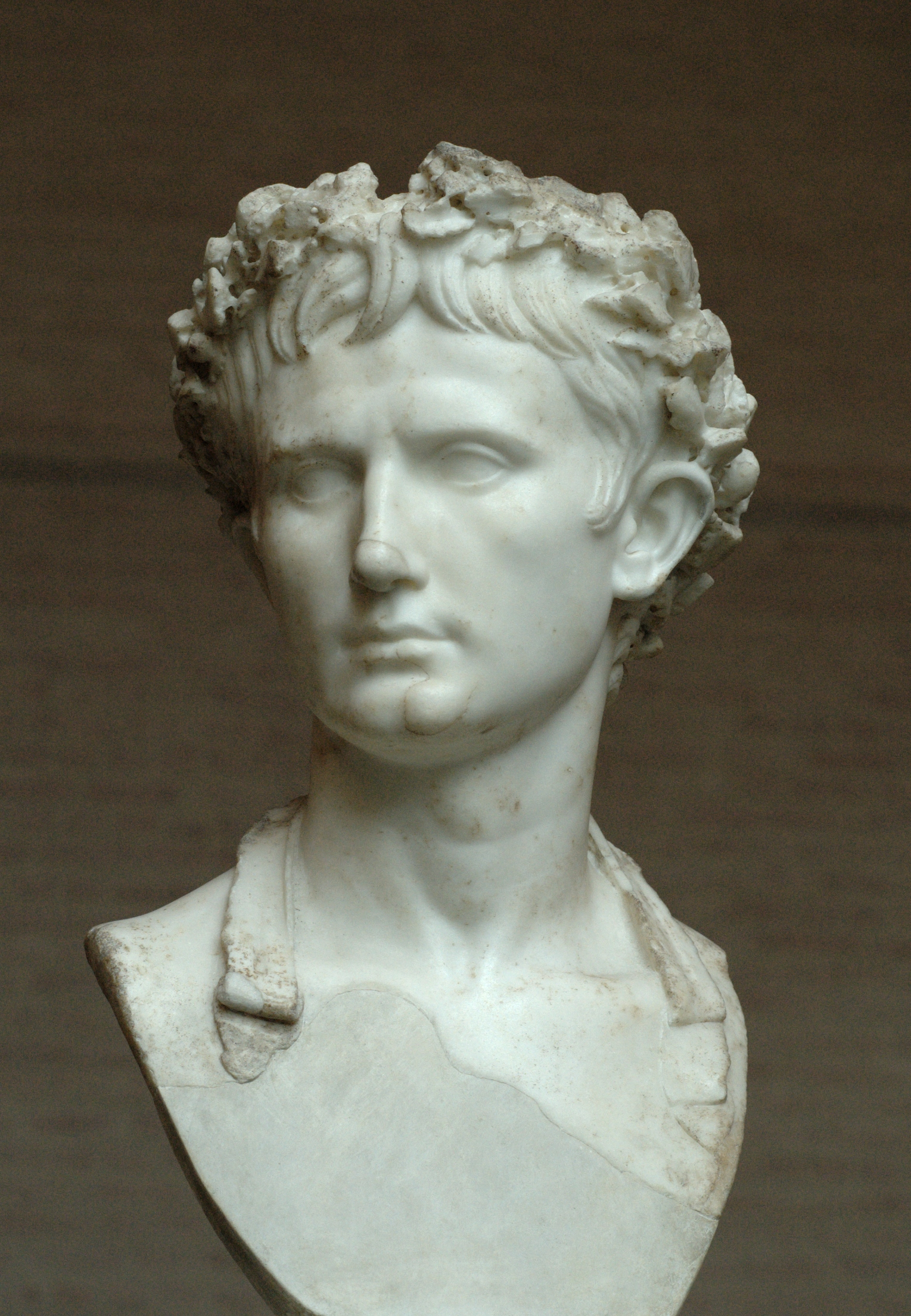
Імператор Август, Мюнхенська гліптотека

Час правління імператора Октавіана Августа стало золотим століттям римської культури. Важливим аспектом, що вплинув на становлення римського мистецтва цього періоду, стало грецьке мистецтво класичного періоду, чиї строгі форми відповідали створенню величної імперії.
Скульптура цього періоду — августовський класицизм — характеризується простотою і ясністю побудови, строгістю, стриманістю, чіткістю форм і прагненням до узагальнення, які поєднуються з традиційним прагненням до документальної точності. Особливо яскраві приклади — придворний офіційний портрет (Август і його родина), де видно відхід від еллінізму (що існував в республіканському портреті) і проявляється інтерес до більш раннього класичного мистецтва V—IV ст. до н. е.
Жіночий портрет отримує більш самостійне значення, ніж раніше. За часів правління Августа вперше з'являються дитячі портрети. Крім офіційного класичного портрета зберігалася лінія і з більш реалістичної подачею (наприклад, портрет Агріппи). З усіх видів римського скульптурного портрета найконсервативнішими були зображення на надгробках, які найдовше зберігали республіканські традиції (наприклад, надгробок Фуріев в Капітолійському музеї, «Катон і Порція»).

#### Портрети Юліїв-Клавдіїв

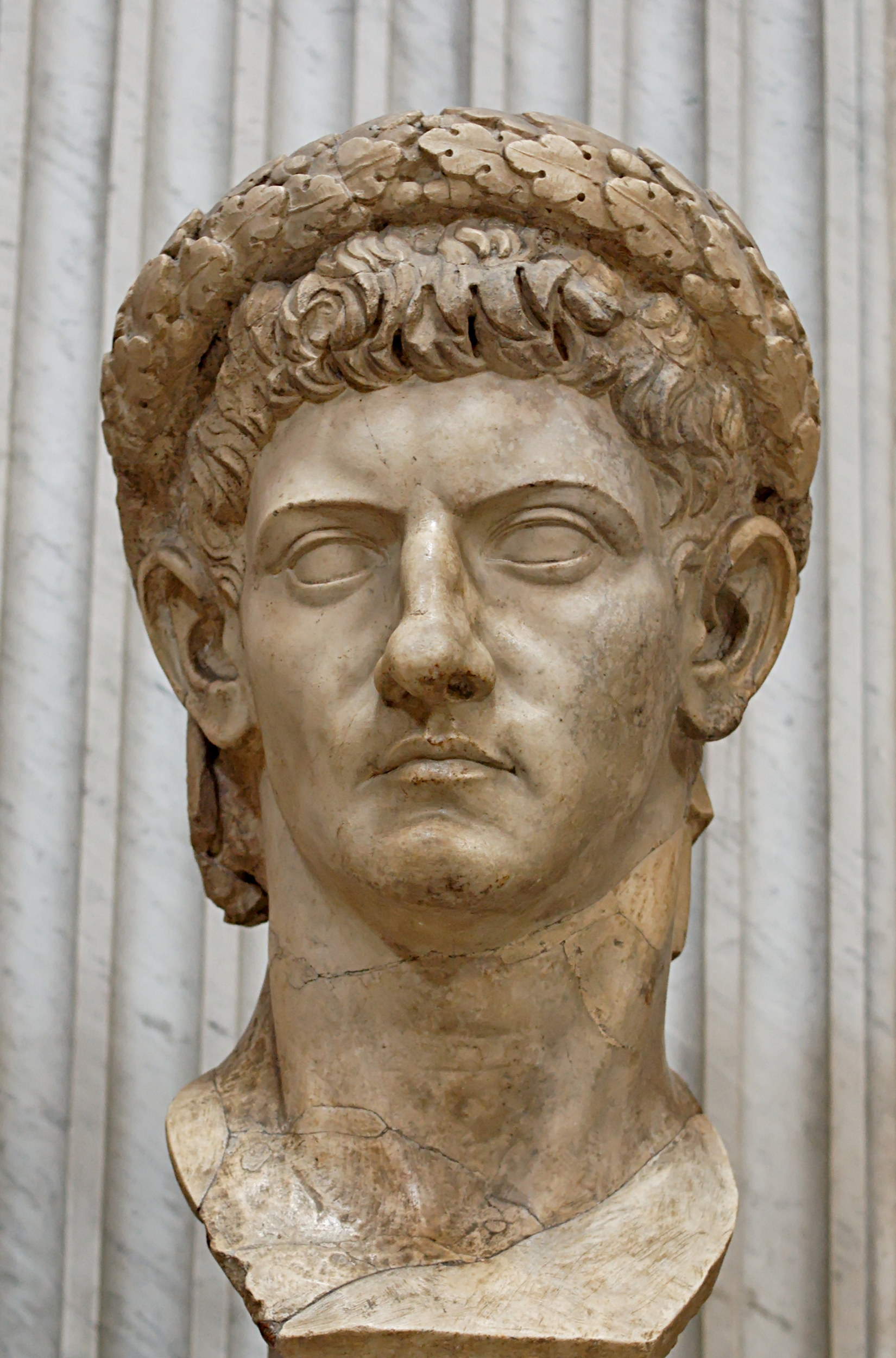
Клавдій. Музей Піо-Клементіно

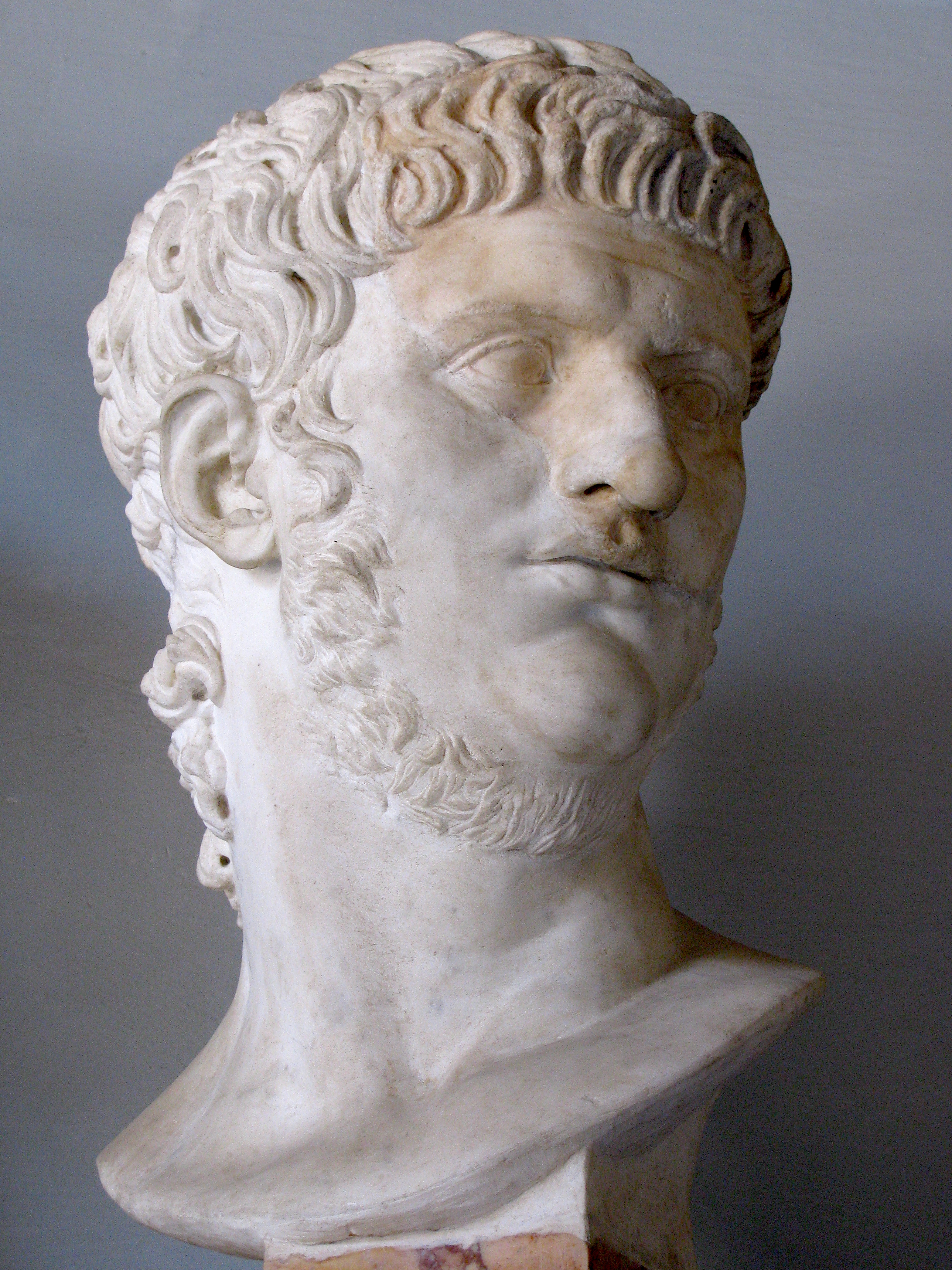
Нерон. Капітолійські музеї

За наступників імператора Августа — правителів з династії Юліїв-Клавдіїв, класицистичний напрямок у портреті зберігається. Традиційним стає зображення обожненого імператора. Також популярні портретні статуї у вигляді стоячих героїзованих фігур (Германік, Лувр). Але все ж тіберівський класицизм виявляється холоднішим, ніж августовський. З передового мистецького спрямування, яке відображало ідеали часу, воно перетворюється в академічне і абстрактне. Риси обличчя найчастіше ідеалізовані
З 40-х рр. поступово відроджується інтерес до передачі індивідуальних особливостей людини, менш помітною мірою в портретах епохи Калігули і більш очевидно в Клавдіївську. Відомий приклад — статуя Клавдія в ротонді Ватиканського музею, де він зображений в образі Юпітера у вінку. Очевидним є дисонанс між ідеалізованим класичним тілом і портретною головою літнього чоловіка. Подібна реалістичність (відстовбурчені вуха, зморшки тощо) вперше з'являється у портретах імператорів. В епоху Нерона триває розвиток реалістичного напряму, і навіть з офіційного портрета зникає ідеалізація. Скульптори прагнуть до максимальної подібності та передачі характерів. Портрет епохи Клавдія і Нерона вважається перехідним від августівського класицизму до мистецтва Флавіїв.

#### Портрети Флавіїв

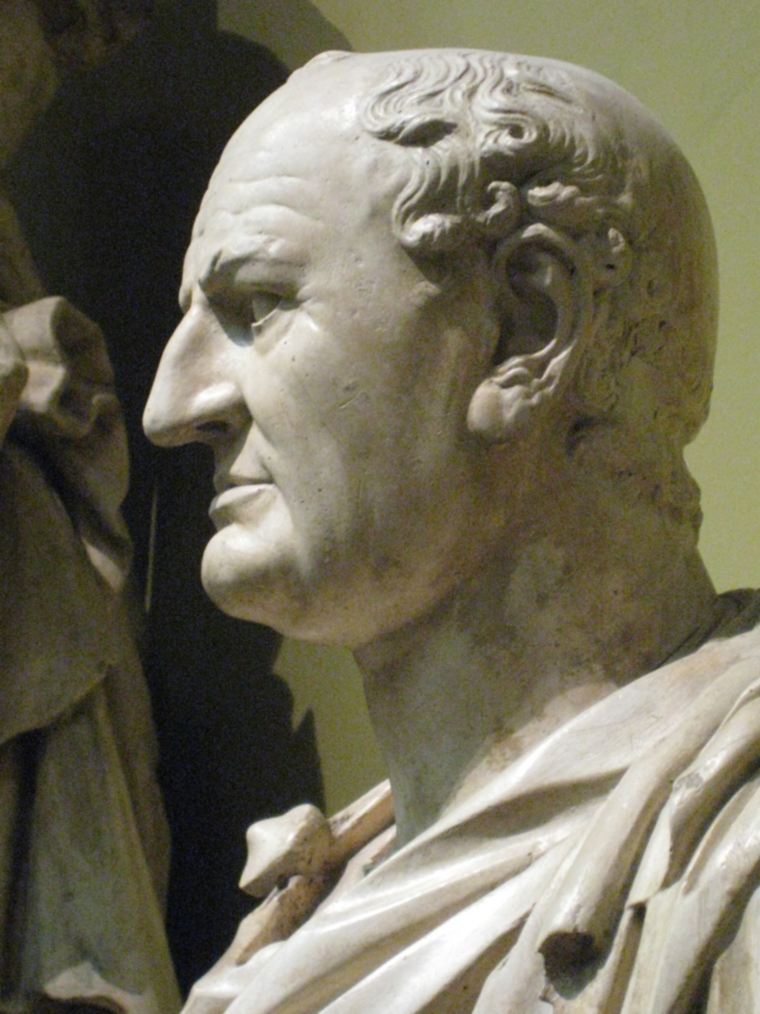
Веспасіан, Лувр

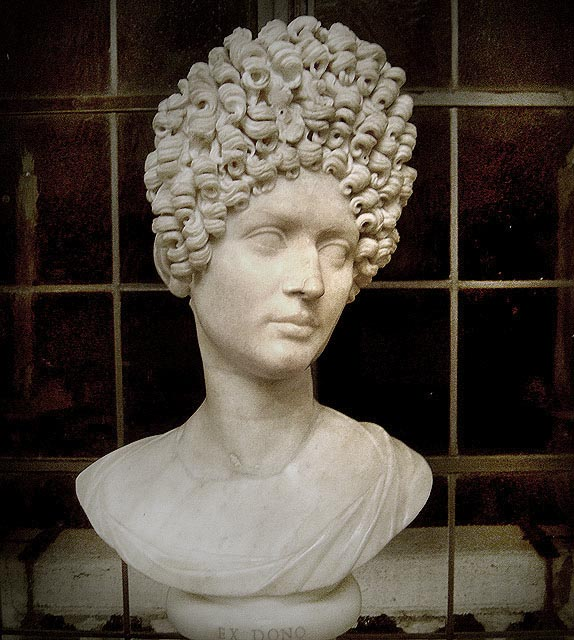
Портрет невідомої римлянки (Юлія Флавія?), Капітолійські музеї. 80—90-і рр.

Стабільна епоха правління династії Флавіїв призвела до чергового зльоту культури, який торкнувся і портрета. Хоча реалізм залишається основною рисою римського портрета протягом всієї епохи його розвитку, флавієвський портрет використовує власні прийоми — динамічні і просторові композиції, тонка передача фактури при збереженні звичайної чіткості побудови. Майстри черпають натхнення і з елліністичного грецького портрета. До кінця періоду мальовничість, яка є однією з головних особливостей стилю цього портрета, все більше посилюється. «Флавієвські майстри не зупинялися на передачі старечих осіб; вони зображують і молодих жінок, милуючись своєрідністю їхніх рис і красою. Ці портрети менш суворі, ніж класицистичні портрети епохи Августа, вони повнокровніші, у них відчувається живий темперамент і жіноча чарівність портретованих».
Багато портретів флавієвського часу зображують представників уже середнього стану, а також багатих вільновідпущеників. У період Флавіїв портретні голови зображувалися зазвичай погрудними, з прямою спиною.
Виділяють періоди:
1. Ранньофлавієвські портрети (епоха Веспасіана і його першого сина Тита)
2. Пізньофлавієвські портрети (епоха Доміціана; велика витонченість у передачі внутрішнього світу людей і менш цілісний і здоровий погляд на життя)

А також напрямки:
- прогресивний і реалістичний
- ідеалізуючий і класичний (монументальні статуї, офіційна скульптура)

Ідеалізуючий напрямок характерний для офіційних імператорських портретів, орієнтується на елліністичні статуї богів і царів, тому, на відміну від августовський, вони менш суворі і вільніші. Ідеалізація йшла двома шляхами: імператор зображувався як бог або герой; або ж його образу додавалися чесноти, підкреслювалися його мудрість і благочестя. Розмір таких зображень часто перевищував натуру, самі портрети мали монументальний образ, індивідуальні особливості особи для цього згладжувались, що надавало рисам правильності та узагальненості.

#### Портрети епохи Траяна

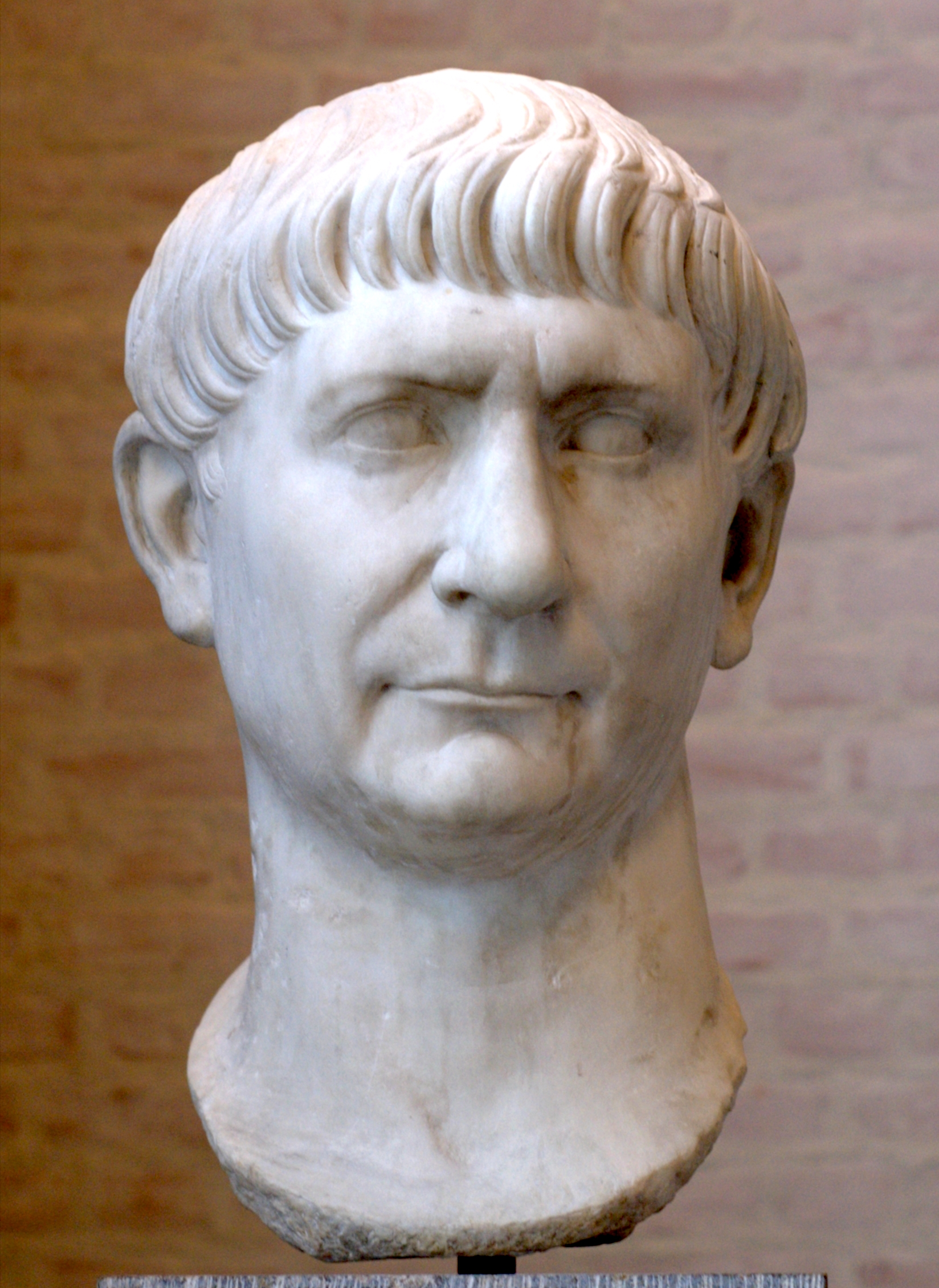
Імператор Траян, Мюнхенська гліптотека

Правління Траяна стало переломним для Римської імперії. Його завойовницькі війни були останньою спробою врятувати імперію від внутрішнього розкладу, і після смерті Траяна його наступникам довелося відмовитися від далеких провінцій. У цей період з'являються перші ознаки невпевненості і тривоги. У пошуках опори суспільство звертається до епохи «доблесної Республіки», «простих звичаїв предків», в тому числі, її естетичних ідеалів. Виникає реакція проти «розтлінного» грецького впливу. Ці настрої відповідали і суворому характеру самого імператора. У портреті цього періоду помітний різкий розрив із традиціями попередньої епохи, причому особистість власне правителя як ніколи раніше чи пізніше в римському портреті впливає на його стилістику. Портретисти прагнуть наслідувати чіткість й строгість республіканських портретів, але не можуть відтворити їх безпосередність і свіжість з наївністю в передачі окремих деталей; зате їм вдається створити свій власний портретний стиль — холодний і позбавлений емоційності, але цілісний і виразний.
Проте, ідеалізовані портрети імператора також створюються. Прийнято розділяти «псевдо-республіканські» ранньотраяновські портрети, а потім «портрети десятиліття», коли до ювілею правління Траяна в його іконографії з'являється образ героя-полководця. Портрети другої половини його правління більш героїзувалися.
Характерний стиль виконання: моделювання особи широкими, мало розчленованими площинами з різкою графічною передачею деталей. Виконання волосся — неглибоко вирізані чіткі лінії, що позначають пасма; нагадує графічне позначення волосся на республіканському портреті, але з більш високим рельєфом. Різка графічна передача зморшок, чіткий малюнок повік і губ. У другій половини правління Траяна починають знову повертатися елементи пластичного ліплення форми, зникає сухість. Волосся знову трактується не як щільна маса, прокреслена графічними лініями, а як вільно лежачі мальовничі пасма. Тут відчувається певне звернення до традицій портрета часу Августа. У жіночих портретах цієї епохи відображені складні зачіски у вигляді валиків волосся, наприклад, з переплетених кісок, які передаються графічними лініями.
У кінці правління Траяна складається нова форма великого бюста (груди і руки нижче плечей), яка в цю епоху буде використовуватися тільки в його портретах, а в наступний, адріановскій період, отримає широке розповсюдження.

#### Портрети епохи Адріана

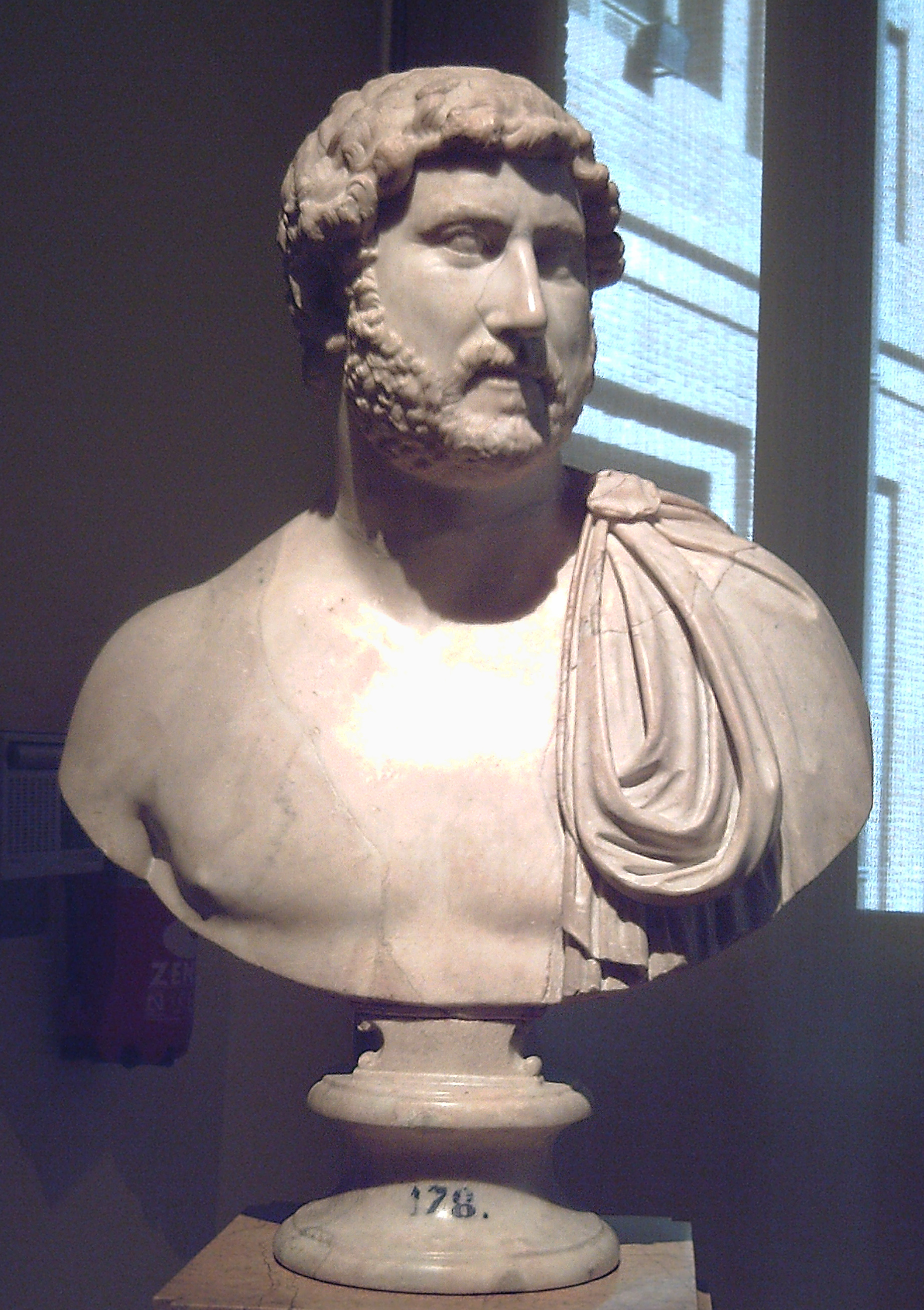
Адріан, Музей Прадо

Для світогляду імператора Адріана, а також для багатьох з його оточення було характерне зосередження на внутрішньому, прагнення піти від реальності, глибокий інтерес до освіченості, а також звернення до грецької культури. Адріан був еллінофілом, і завдяки цьому було створено новий напрямок римського мистецтва — новий сплеск класицизму (символом якого стали портрети коханця Адріана — Антиноя). Із візуальних проявів його любові до грецького — мода на бороду, яку він почав носити.
Характерні риси стилістики цього часу — реакція на сухість мистецтва Траяна, яка виразилася в більш живій і пластичній передачі людського тіла. Жорсткі незграбні контури змінюються м'якими плавними, волосся зображують локонами, а не графічними пасмами. У наявності наслідування грецьких портретів. Поверхню мармуру починають полірувати, тому сильніша стає відмінність між шкірою і волоссям. Головне нововведення — скульптори винаходять спосіб зображувати погляд, у той час як раніше він просто малювався фарбою (і тому у більшості випадків попередні портрети нам здаються «сліпими»). Вони починають зображати очі рельєфними засобами: зіницю (з використанням бурави) і райдужну оболонку (лінією).

#### Портрети Антонінів

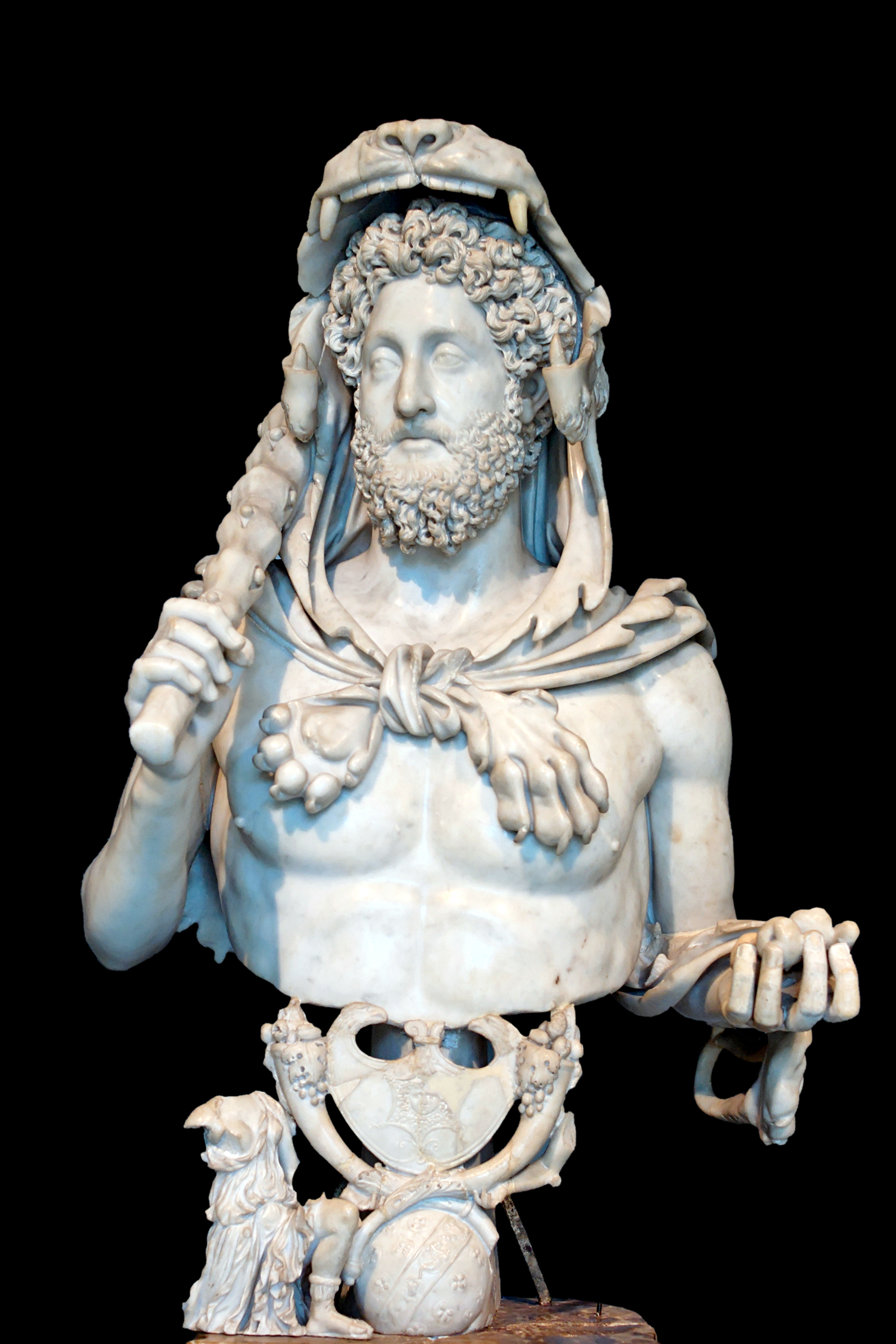
Портрет імператора Коммода в образі Геркулеса, Капітолійські музеї

Хоча Траян і Адріан також номінально належали до династії Антонінів, мистецтво періодів їхнього правління прийнято розглядати окремо, а мистецьку спадщину, створене під час наступних представників династії, починаючи з Антоніна Пія, об'єднувати в єдиний період.
Різких змін у стилістиці, порівняно з мистецтвом адріановского часу не відбувається; прийоми, введені тоді, починають використовуватися більш широко. Для техніки II століття характерні рясне вживання бурави для створення локонів бороди і волосся з активною грою світлотіней, а також гладка полірована поверхня особи. Зображення зіниці стає загальноприйнятим. Також у портреті впочав відбиватися занепад Римської імперії, який проявляється у відході від реального життя і поглибленні у внутрішній світ, легкого смутку моделей. Зменшується різниця між римським і грецьким портретом, римські майстри наслідують грецькі портрети філософів. У період Марка Аврелія, наступного після Антоніна Пія імператора, техніка стає ще тоншою і віртуознішою: відбуваються пошуки більшої виразності, сильніше виражений контраст світлотіней завдяки глибокому рельєфу, ще більше застосовується свердло, зіниця вирізається глибше, що надає очам натхненність, шкіра полірується ще блискучіше . При цьому ще зберігається простота композиції і строгість побудови. «Столичний римський портрет, удосконалюючи і розвиваючи принципи класицистичного мистецтва антонинівського часу, у пізніх творах приходить до заперечення його основного принципу — строгості, простоти і ясності побудови».

#### Портрети Северіїв

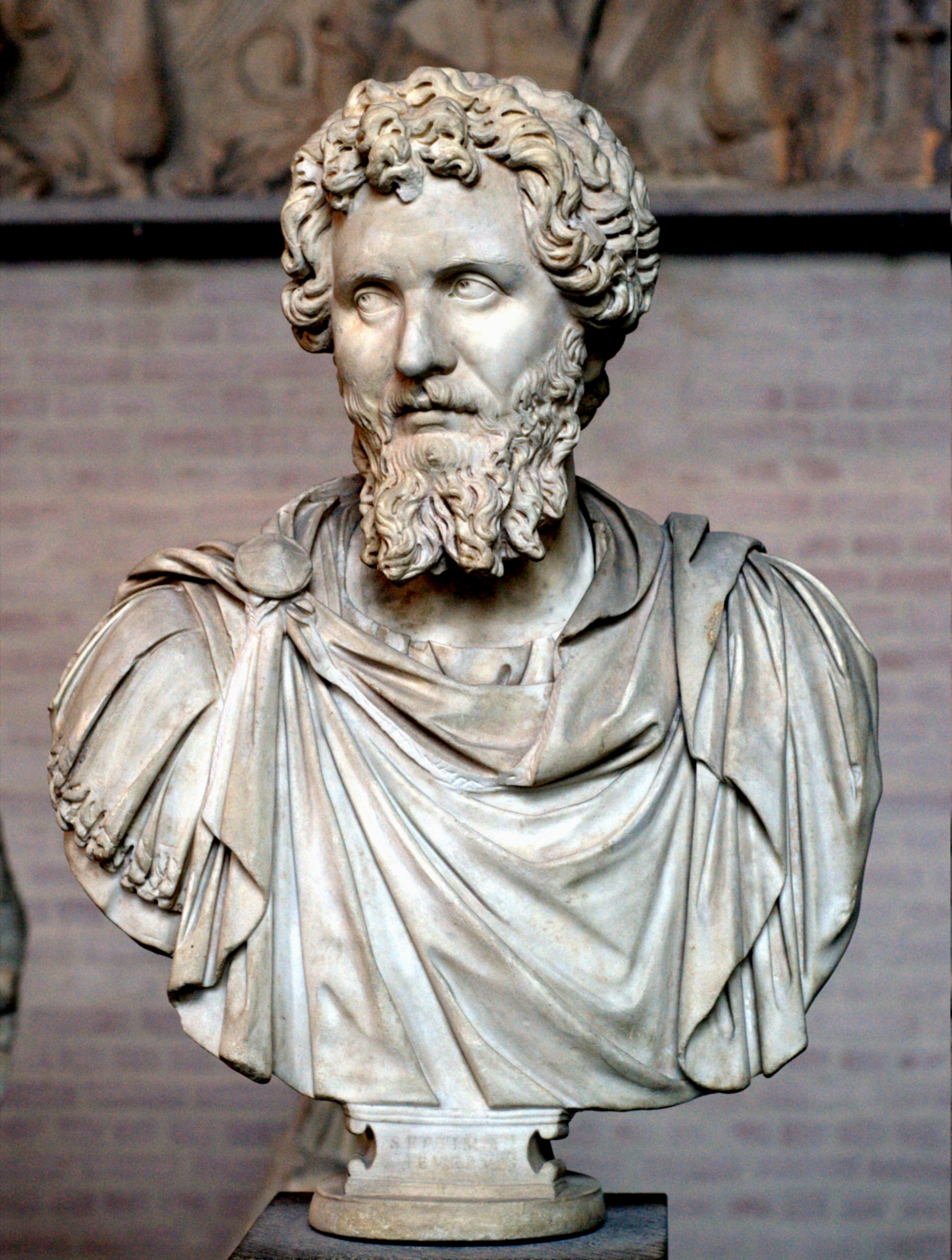
Септимій Север, Мюнхенська гліптотека

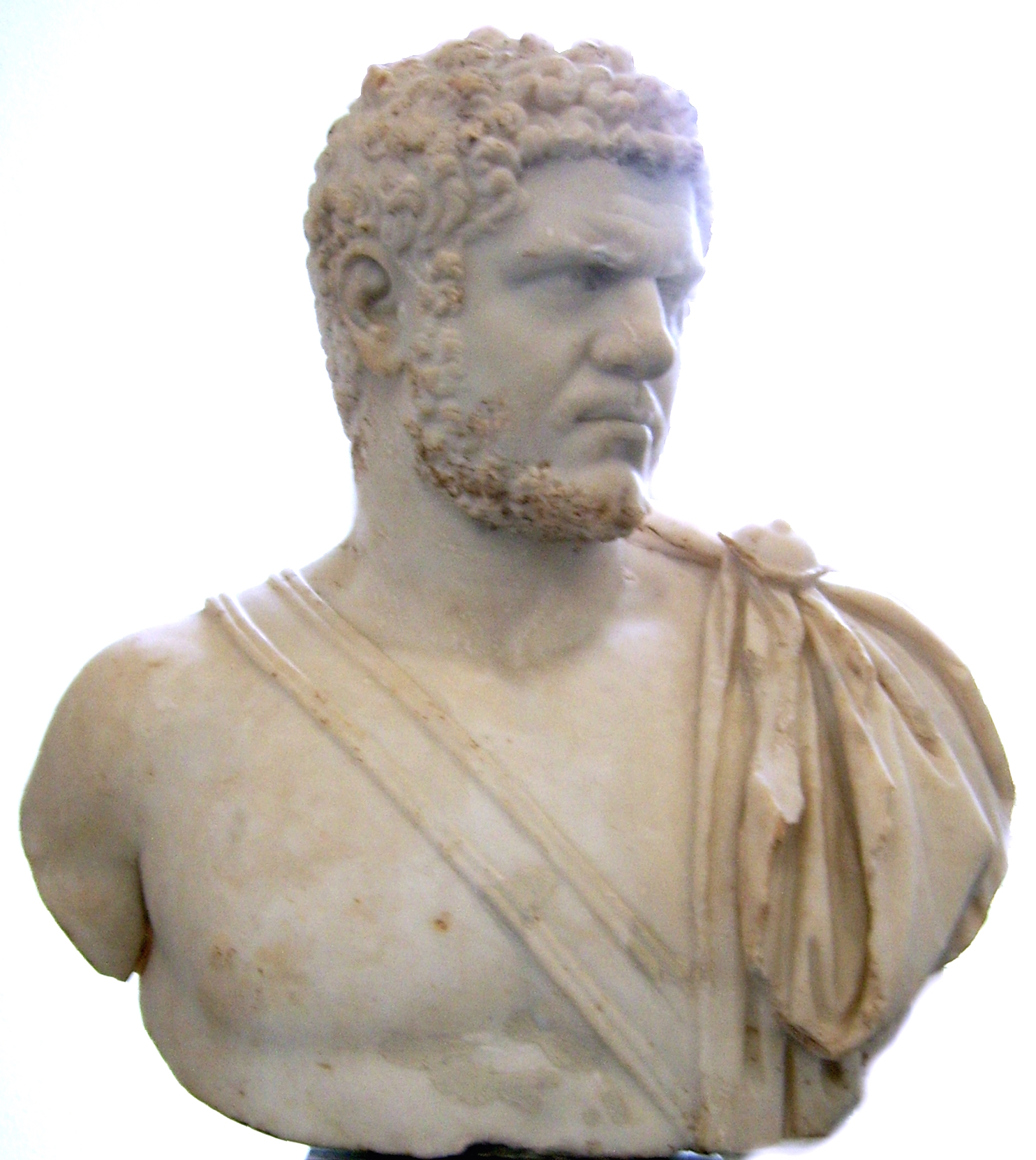
Бюст Каракалли. Пергамський музей, Берлін

Для історії Римської імперії смутний час III століття н. е. є епохою розпаду і деградації, але одночасно для образотворчого мистецтва цей час став надзвичайно продуктивним. Більш того, 2-у чверть III століття дослідники називають епохою найбільшого розвитку римського портретного мистецтва. Духовна криза (запозичення східних культів і інтерес до християнства) виражається в пошуку, що відбивається в портреті. Класицистичне мистецтво епохи Антонінів не відповідало настрою екзальтованої людини. Розвиток портрета III століття н. е. відрізняється суперечливістю і боротьбою стилістичних напрямків.
Перехідним до зльоту портрета цього періоду є епоха імператора Септимія Севера та його безпосередніх наступників. У портретах власне імператора видно прагнення до продовження стилю II століття, що збігалося з його політичною лінією — позиціонувати себе як законного спадкоємця будинку Антонінів. Характерні риси: завиваються пасма на лобі, роздвоєна борода (як у Луція Вера), контраст білизни шкіри зі світлотінню волосся, виконання дріб'язкове, і зникла легкість руки художників антонінівских епохи.
Коливання і зачатки зовсім іншого стилю помітні в портретах його синів — Гети і Каракалли. На перший план виступає вимога, яка була властива першому періоду римської скульптури — характеристика індивідуальності, характеру. Подібно до того, як культ особистості в період Республіки привів до індивідуалізації скульптури, призначення особистості в III столітті призвело до нового етапу розвитку. В атмосфері дикого і смутного часу були потрібні витончені ефекти, які вгадувало тільки культурне око. Був потрібен новий, більш наочний і брутальний стиль. «Відмова від сформованих в епоху Антонінів типів портретів, в яких завжди був наявний елемент ідеалізації, тенденція до нещадної правдивості, прагнення знайти і передати саму сутність портретованого, оголити її, не зупиняючись перед її негативними і навіть відразливими рисами, — такі особливості нового напряму в скульптурному портреті початку III століття н. е.» При передостанньому імператорі цієї династії, Геліогабале, спостерігається повернення деякого інтересу до мальовничості Антонинів. За його спадкоємця, Олександрі Севері, остаточно виробляється той новий тип портрета, передумови якого намітилися при Каракаллі — сувора простота стилю, брутальність і відкриття характеру. Багато портретів цього періоду нагадують твори пізньої республіки, але орієнтуються переважно технічності.

#### Портрети епохи солдатських імператорів

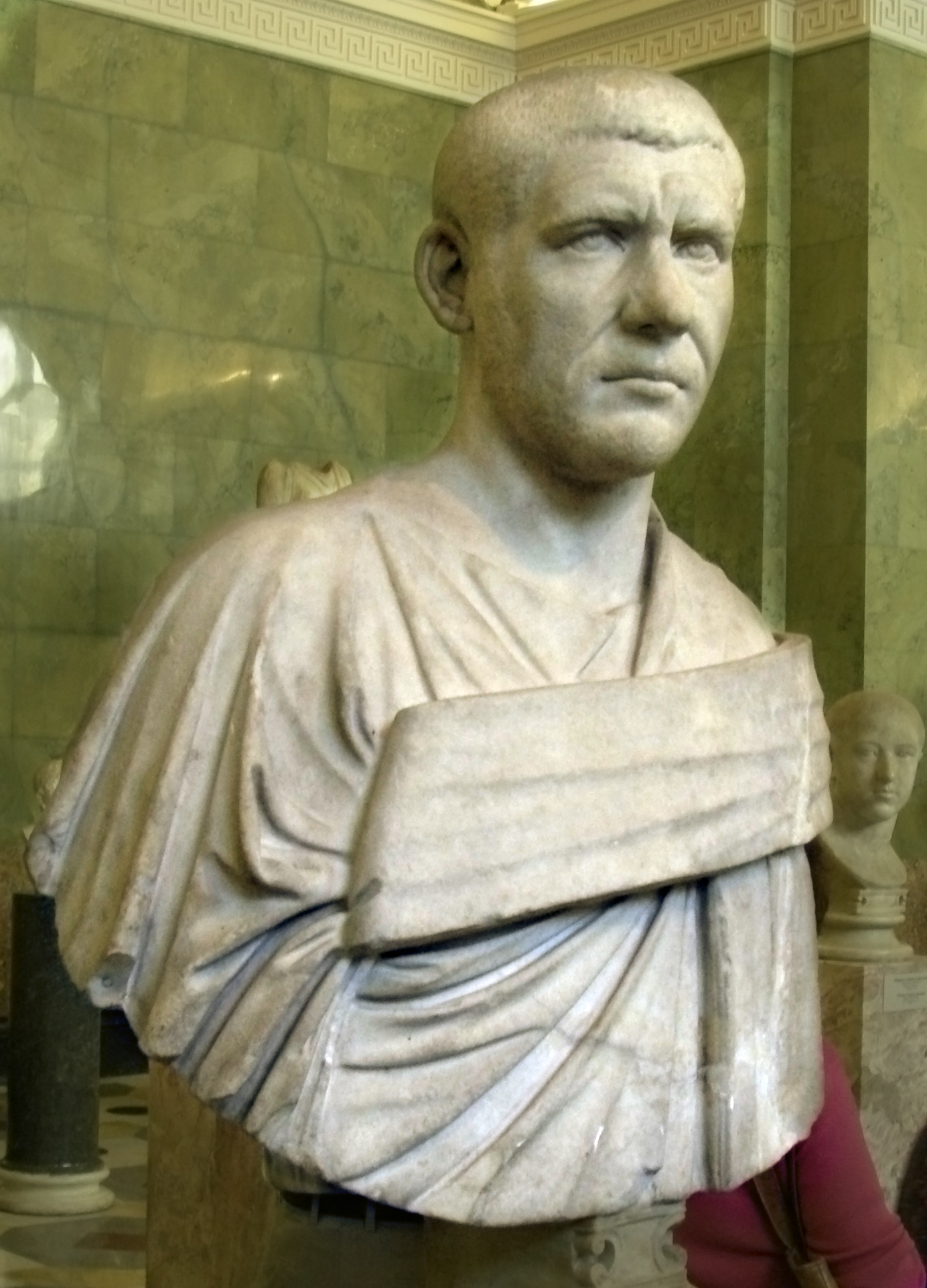
Філіп Аравітянин, Ермітаж

Портрети епохи солдатських імператорів розвивають сувору лінію, намічену при Олександрі Севері. На перший план вийшла характеристика особистості (на відміну від колишнього інтересу до живописних проблем, моделировці поверхні мармуру).
Прикладами нової техніки, яка отримала інтенсивний розвиток у 2-ій чверті III століття є портрети Філіпа Гешем і Бальбіну. Стиль зображення «солдатського» імператора Філіпа є практично повним запереченням живописного стилю епохи Антонінів, в ньому немає ні сліду витонченої культури.
Портрет позбавлений і ідеалізації, і традиційності; техніка вкрай спрощена — волосся і борода показані короткими насічками, попарно поставленими, риси обличчя вироблені глибокими, майже грубими лініями з повною відмовою від детального моделювання, фігура і риси обличчя асиметричні. Скульптор демонструє крайній реалізм, використовуючи всі можливі засоби, практично импресіоністичні — з виділенням найважливіших рис без затемнення їх деталями, характеристика декількома влучними штрихами. Вальдгауер говорить про «імпресіоністичності», а також про «барочності» цієї скульптури, про архітектурний характер використання форм. Він вважає, що «в цьому мистецтві відчуваються задатки того стилю, з якого вийшли вражаючі портрети в готичних соборах Франції і Німеччини, в них є» варварський «елемент».
У 30-40-ті роки III століття портретна пластика досягає найвищого підйому реалістичного експресивного стилю, який зародився ще в епоху Северов. Велику роль у посиленні емоційного впливу портрета відіграє зіставлення яскраво освітлених і затінених частин скульптури. Настрій моделей несе деякі риси невпевненості в навколишньому світі і бажання розраховувати тільки на себе.
За правління імператора Галлієна, високоосвіченої людини, відбувається короткий і швидко згаслий сплеск інтересу до класицизму.

#### Портрети іллірійських імператорів

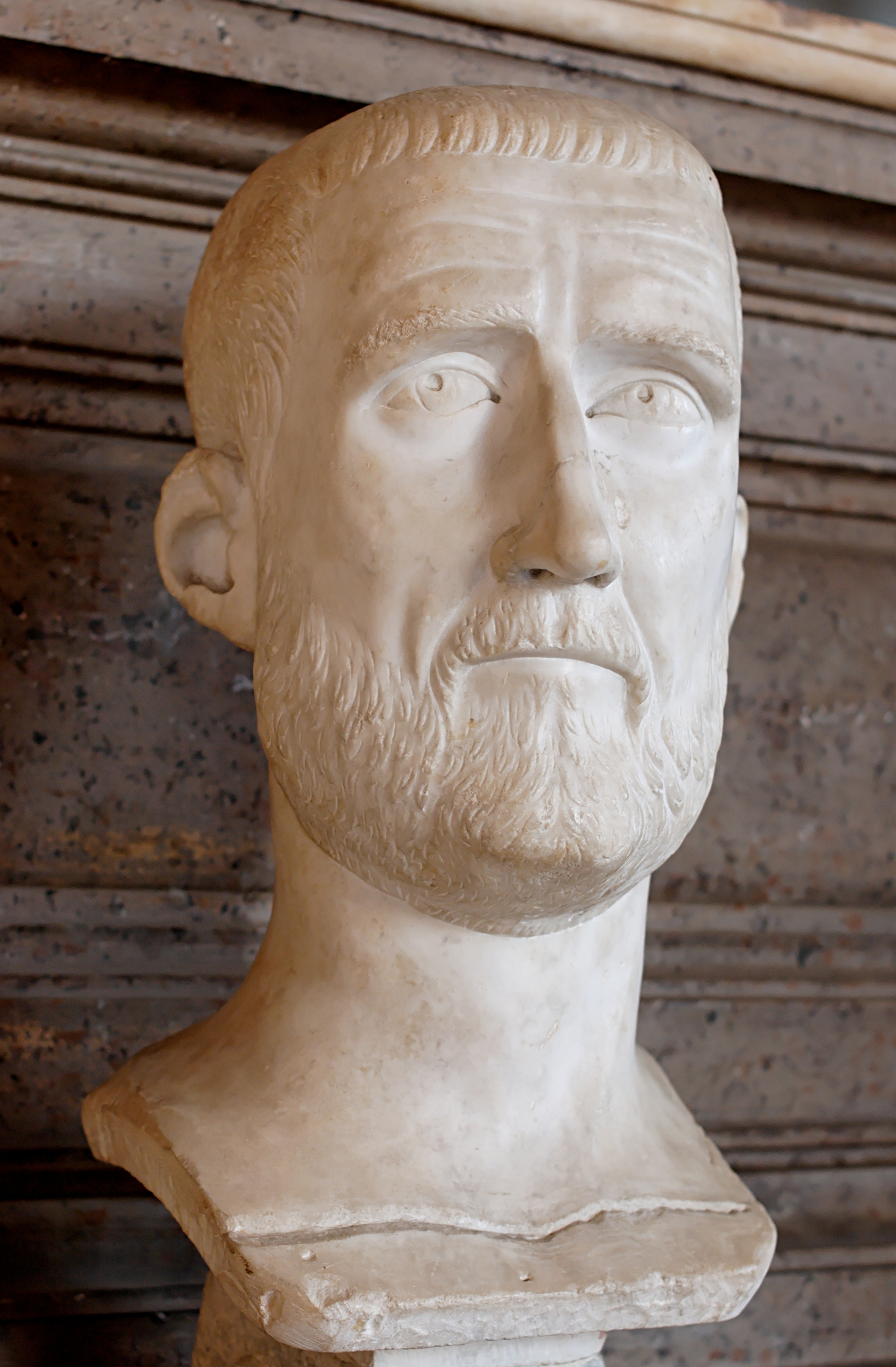
Портрет імператора Проба, Капітолійські музеї

Іллірійські імператори (268—282 рр.), будучи частиною періоду солдатських імператорів, все ж відрізнялися від них. Цей час був перехідним, провідним до складання домината. Для цього етапу характерний перехідний стиль портрета без твердо вираженого типу зображення, в різних областях імперії він відрізнявся різними рисами, але в підсумку все йшло до спрощення. «Дрібними насічками позначені брови, затінюють очі з чітко вирізаними округлими зіницями, посадженими під верхніми віками»

#### Портрети IV століття

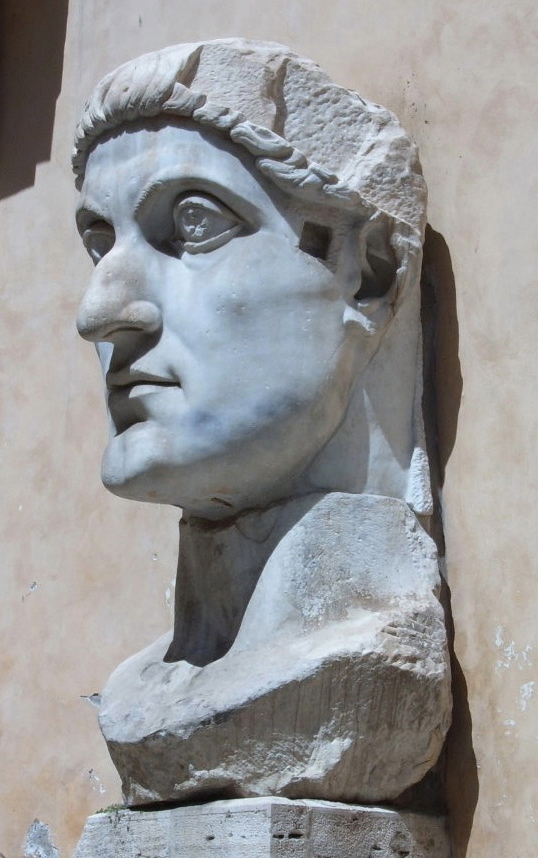
Колос Константина Великого, Капітолійські музеї

Наступний період починається з правління Діоклетіана. У цей час — наприкінці III — початку IV століття в римлян прокидається прагнення до відродження величі і могутності імперії, що проявляється в особливій любові до грандіозності, властивій архітектурі та образотворчому мистецтву цього часу. Скрізь панує масштабність, в тому числі і в портреті — раніше були поширені зображення в натуральну величину, тепер вони в кілька разів більше натури. «Для цього періоду характерна відсутність в мистецтві портрета єдиного, головного напрямку, що, безсумнівно, відображає зростаючу тенденцію до розчленування Римської імперії». У портретах попередників Костянтина, які ще носять риси стилю перехідної епохи, зберігається реалізм, але відбувається наростання нових рис. Трактування деталей (очей, волосся) стає підкреслено графічним, а риси обличчя застигають, набуваючи маскоподібності. В епоху тетрархії на сході складається свій тип: компактна побудова голови, виконане дрібною насічкою волосся, коротка, позначена крапками борода, широке обличчя зі зморшками на лобі і біля перенісся, надають особі стандартний наліт страждання і роздумів.
З часів Костянтина починається новий етап розвитку портрета. У ранньоконстантінівський період виділяються два напрямки: продовження традиції і пошуки нового рішення. За Костянтина встановлюється нова мода на зачіску — обрамлення чубчиком геометрично правильного чола по дузі; мода збережеться протягом століть. Зіниці починають врізати широким півколом (вперше це зустрічається на портреті Діоклетіана з Доріа-Памфілі, а тепер вживається повсюдно). Такий спосіб зображувати зіницю додає погляду виразу напруженості і зосередженості, які стануть типовими для портретів IV століття. Оскільки Костянтин був сильним правителем, в його епоху відбувається черговий сплеск класицизму, який завжди зручний імперіям для відображення спокою і сили. Класицизм цього періоду ускладнений новими віруваннями, які акцентують значення духовного, божественного начала, протиставляючи його світу матеріальному, чуттєвому, на відміну від античного світогляду, який проповідував гармонійне поєднання фізичного і духовного начала в людині. Передача конкретної подібності йде на другий план у списку завдань скульптора. Починаючи з Костянтина портрет пориває з традиціями реалізму, що лежали в основі всього попереднього розвитку римської портретної скульптури. Не без боротьби, реалістичні портрети, які до сих пір створюються, поступаються полем бою. Основний характер моделі подібного портрета стає суворим і аскетичним, навіть релігійно фанатичним; «Для виразності скульптор використовує новий арсенал образотворчих засобів — сувору фронтальну постановку голови, симетричну побудову рис обличчя, графічність і орнаментальність в передачі деталей. Але головними стають очі з їх нерухомо-пильним, застиглим поглядом, в якому концентрується вся експресія особи».
За спадкоємців Костянтина класицизм портретів його часу сходить нанівець. Виразно акцентуються очі, які говорять про те, що все матеріальне і тілесне в портреті підпорядковується тепер духовному началу (що природно для епохи початку влади християнства). Створюється свій власний стиль, який поєднує узагальнене і стилізоване трактування людини, позбавленої індивідуальних ознак з особливим інтересом до передачі внутрішньої, екзальтовано-духовної сутності. Людське обличчя втрачає індивідуально-конкретні риси, а з ними і своє значення портрета. Воно стає абстрактним образом, іконою.